# Джереми Уейд
Джереми Джон Уейд (на английски: Jeremy Wade) е английски телевизионен водещ и писател на книги за риболов. Добре познат е с предаването си „Речни чудовища“.

## Биография
Джереми Уейд е роден на 23 март 1956 г. в Ипсуич, графство Съфолк, Англия. Отраства в родното си място, където баща му е бил пастор. Той има диплома по зоология от Университета в Бристол и сертификат за преподавател по биология от Университета в Кент, където е преподавал биология в основното училище. Пътешествията му по света не са свързани единствено с риболова. През живота си той е бил задържан по подозрения за шпионаж, боледувал е от малария, заплашван е с насочен пистолет и оцелява след самолетна катастрофа. Говори отлично португалски, който научава през дългите години на риболов в Бразилия. Знае добре също и френски и испански, както е демонстрирал в „Речни чудовища“.